# グエン・シン・フン
グエン・シン・フン（ベトナム語: Nguyễn Sinh Hùng,漢字：阮生雄, 1946年1月18日 - ）は、ベトナムの政治家。財政大臣、副首相を歴任し、ベトナム共産党政治局員および国会議長を務めた。経済学博士。

## 経歴
グエン・シン・フンは1946年、ゲアン省ナムダン県キムリエン社で、5人の子供を持つグエン家に生まれた。ナムダンの小中学校に学んだ後、ハノイに移り、高校はベトナム＝ドイツ学校（ハノイ）に学んだ。1966年からハノイ財政会計大学に学び1970年に卒業。
1972年1月1日、財政省中央建設銀行の役人として採用される
グエン・シン・フンは1977年5月26日にベトナム共産党に参加し、翌1978年5月26日に正式に入党した。
1978年、ブルガリアのカール・マルクス経済大学（現、国際国内経済大学）大学院に留学し、ブルガリアにおけるベトナム人主要経済研究員グループの党支部書記となる。
1986年10月から1990年1月まで、グエン・シン・フンは財政省国庫官房室長を務めた。
1990年、国庫局（現在のベトナム国庫）局長を務める。
1992年10月、財政省次官および党幹事委員会副書記の職に任命される。
1996年6月、ベトナム共産党第8回党大会において党中央委員に選出された。
1996年11月、党幹事委員会書記および財政相に任命され、第9期国会第10回会議において承認された。
2001年4月、第9回党大会において党中央委員に再選。
2006年4月、第10回党大会において党中央委員および党政治局員に選出され、党内序列第13位となった。同年6月28日、グエン・タン・ズン首相により常任副首相に任ぜられ、ベトナム国会で承認されるとともに、政府業務の監査システムのうち公共事業部門に責任を負うこととなった。さらに、首相の不在時または首相の承認を得たときには、いくつかの業務を指揮する権限を委託された。
また、ベトナム造船工業総公社（ビナシン）が誤った経営により、支払い能力のない50億米ドルの負債を抱えていることが公開されると、グエン・シン・フン副首相はビナシン再建指導委員長にも就任した。2010年10月の報道発言では、「遅まきながらの出発はこの11月初めであり、"新生ビナシン" となるだろう」と語っている
2011年1月の第11回党大会において党政治局員に再選出され、序列第5位に昇格した。
2011年7月23日、議員の91.4%の票（497人中457人が同意）により第13期国会議長に選出され、2016年までの任期を務めることになった。新職務の就任式典において、フン氏は「第13期国会常務委員会の委員全ては、常にそのレベルを高く上げ、官僚主義を断固撲滅し、高級官吏の汚職・浪費・癒着に反対し、そして人民の意見に耳を傾け、人民の意志と願望を実際的に代表するだろう」と演説した。
2016年1月の第12回党大会において党中央委員の候補から外され、引退することが確定した。3月30日、第13期国会第11回会議において議長職を解任され、翌31日にグエン・ティ・キム・ガンが新議長に選出された。
第10・11・12・13期国会議員。

## 顕彰
- 一等労働勲章（2002年）
- 一等イサラ勲章（2007年、ラオス）